# PZL-130 Orlik
Il PZL-130 Orlik è un monomotore turboelica da addestramento ad ala bassa sviluppato dall'azienda aeronautica polacca PZL di Varsavia nei primi anni ottanta.
Caratterizzato da una cabina di pilotaggio a due posti in tandem, il PZL-130 era originariamente destinato sia al mercato dell'aviazione generale che a quello militare nel ruolo di addestratore basico, tuttavia il modello, che è stato interessato da una costante evoluzione per mantenerlo idoneo alle esigenze dei velivoli più recenti, ha avuto come unico committente le forze armate polacche, equipaggiando i reparti da addestramento di Siły Powietrzne e Marynarka Wojenna, rispettivamente aeronautica e marina militare della Polonia, rimanendo in servizio nella sua variante più recente con la prima delle due forze armate.

## Storia del progetto
Nei tardi anni settanta la Siły Powietrzne espresse la necessità di valutare un nuovo velivolo destinato a sostituire nei propri reparti da addestramento il PZL-110 Koliber, utilizzato per la formazione dei piloti. L'esigenza si concretizzò in una specifica emessa dal governo polacco che riguardava la fornitura di un modello con propulsione ad elica.
Per rispondere a queste esigenze la PZL Warszawa II, già fornitrice del Koliber e che aveva sviluppato come variante locale del francese Socata Rallye, nel 1981 affidò il progetto al proprio ufficio tecnico, all'interno del quale un gruppo di lavoro, costituito sotto la supervisione del capo ingegnere Andrzej Frydrychewicz, iniziò lo sviluppo di un velivolo che fosse in grado di soddisfare anche gli standard per la specifica statunitense FAR 23. Il disegno riproponeva in chiave moderna l'impostazione generale del suo predecessore, un compatto monomotore biposto ad ala bassa caratterizzato da una cabina di pilotaggio con i due posti, posizionati in tandem, destinati all'istruttore ed all'allievo pilota. Originariamente la propulsione era affidata ad un classico motore aeronautico a combustione interna, un Vedeneyev M14Pm radiale a 9 cilindri raffreddato ad aria di concezione sovietica abbinato ad un'elica metallica a passo fisso, soluzione provvisoria in quanto si era pianificato che la versione destinata alla produzione in serie venisse equipaggiata con una variante locale del suo progenitore, l'Ivchenko AI-14, prodotta su licenza.
Lo sviluppo del modello ebbe inizio nel 1982 pianificando la costruzione di quattro cellule, di cui una destinata a prove statiche. Il primo dei tre prototipi per le prove in volo, identificato dall'azienda con il numero 002 ed equipaggiato con il radiale M14Pm da 330 hp (246 kW), venne portato in volo il 24 ottobre 1984 ai comandi del pilota collaudatore dell'azienda Witold Łukomski. Seguirono i voli inaugurali del terzo prototipo (003) nel dicembre 1984 e del quarto (004) nel gennaio 1985 mentre nel frattempo i test statici sul prototipo statico numerato 001 vennero completati con successo.
Mentre i vertici militari dell'aeronautica polacca stavano valutando se equipaggiare il modello con il radiale di produzione locale o meno, la PZL pianificò una variante equipaggiata con un motore turboelica identificata come PZL-130T Turbo Orlik destinata al mercato estero. A questo scopo il prototipo 003 venne modificato per essere equipaggiato con il canadese Pratt & Whitney Canada PT6A-25P da 550 shp (410 kW) che in questa configurazione venne portato in volo per la prima volta il 13 luglio 1986. Il velivolo rimase in seguito distrutto in un incidente nel gennaio 1987 mentre stava effettuando una serie di voli dimostrativi davanti ad una rappresentanza della Fuerza Aérea Colombiana. L'incidente ebbe come conseguenza di interrompere lo sviluppo della versione turboelica per concentrarsi sulla specifica destinata alle forze armate polacche ed equipaggiata con il motore radiale avviando la costruzione dei prototipi contrassegnati dai numeri 005, equipaggiato con un M-14Pm, e 006, motorizzato con un K8-AA (l'M-14Pm prodotto localmente su licenza) entrambi caratterizzati anche dall'ala dotata di una maggiore apertura. Presentati all'autorità militare polacca ne ottennero lusinghieri riscontri; le stesse autorità si dichiararono interessante anche alla versione turboelica fino ad allora non prevista, incoraggiando l'azienda a riprendere lo sviluppo di tale variante. Questa decisione portò alla realizzazione del prototipo 007 equipaggiato con un Walter M-601E da 750 shp (560 kW) di produzione cecoslovacca costruito nel 1989. Presentato alle autorità militari polacche questo riuscì a soddisfare pienamente le aspettative ed il governo polacco sottoscrisse un contratto per tre esemplari, ordine evaso con lo 007 più i precedenti 005 e 006 portati allo stesso standard.
Nel 1990 venne riavviato il programma destinato all'esportazione realizzando il prototipo 008 equipaggiato nuovamente con un PT6A-25 ed identificato come PZL-130TP.
Durante le prove in condizioni operative dei tre prototipi acquistati, l'aeronautica militare polacca espresse l'esigenza di un ulteriore sviluppo del modello adatto al volo senza visibilità, che avesse caratteristiche per il volo acrobatico, e che potesse essere utilizzato per l'addestramento all'uso della navigazione ed al supporto tattico in collaborazione con le truppe di terra. Realizzato nei primi mesi del 1992, come prototipo 009, oltre a soddisfare gli ultimi requisiti adottando alcune soluzione già presenti sull'addestratore monogetto PZL TS-11 Iskra, venne equipaggiato con un più potente Walter 601T. Quest'ultima variante venne ufficialmente identificata come PZL-130TB. I test di prova furono effettuati davanti al personale militare nel 1993; questo espresse la volontà di avviarlo alla produzione in serie con l'ultima raccomandazione dell'adozione dei seggiolini eiettabili, del registratore dei dati di volo, popolarmente nota come scatola nera, ed altri elementi destinati ad arricchire ulteriormente l'avionica. Quest'ultimo standard venne identificato come PZL-130TC 1.
Nel frattempo il governo polacco emise un ordine di fornitura per 48 esemplari nello standard PZL-130TB che iniziarono ad essere consegnati nel 1994: il primo reparto che lo integrò nel proprio organico fu il 60 Lotniczy Pułk Szkolny dislocato presso la base aerea di Radom.

## Impiego operativo
Fino ad oggi l'unico utente del trainer basico risulta essere la Siły Powietrzne con 36 esemplari. L'Orlik è stato concepito, oltre che per svolgere compiti di addestramento, anche per missioni - opportunamente armato - di attacco leggero e per il volo acrobatico, infatti equipaggia la pattuglia acrobatica polacca Orlik Aerobatic Team.
Per adeguare l'iter addestrativo e permettere ai propri piloti di essere pronti per i nuovi caccia moderni acquistati dalla Polonia, è stato deciso di aggiornare gli Orlik al nuovo standard PZL-130TC-II.
Un primo lotto di sedici aerei è stato aggiornato al nuovo standard tra il 2011 e il 2013, operazione che ha avuto un valore complessivo di 37 milioni di euro (148,6 milioni di Zloty). L'aggiornamento di un secondo lotto composto da dodici velivoli, del valore complessivo di 44,6 milioni di euro (186 milioni di Zloty) è stato approvato nel 2017 con la consegna dell'ultimo aereo il 25 ottobre 2022. In totale, Sily Powietrzne, l'aeronautica militare polacca, ha ricevuto 28 PZL-130 tutti aggiornati allo standard TC-II.

## Versioni
PZL-130 Orlikprototipo, prima versione dell'Orlik, equipaggiato con un motore radiale Vedeneyev M14Pm.
PZL-130T Turbo OrlikVariante equipaggiata con un motore turboelica Pratt & Whitney Canada PT6A-25P.
PZL-130TM OrlikVersione che montava un turboelica Walter M601E.
PZL-130TB OrlikÈ la variante dell'Orlik motorizzata con un turboelica Walter M601T.
PZL-130TC I Orlikprima versione avviata alla produzione in serie, equipaggiata con seggiolini eiettabili Martin-Baker Mk.11 e con una nuova strumentazione avionica.
PZL-130TC II Orlikvariante commercializzata nel 2000 equipaggiata con un turboelica Pratt & Whitney Canada PT6A-25C abbinato ad un'elica quadripala Hartzell, con l'aggiunta di winglets e con un'avionica migliorata.
PZL-130TC III OrlikUltima versione sviluppata, dotata di una moderna strumentazione avionica (tra cui l'Head-Up Display).

## Utilizzatori
Polonia
- Siły Powietrzne

37 tra PZL-130TC-I e PZL-130TC-II consegnati, 16 PZL-130 TC-I modernizzati allo standard TC- II dal 2011 al 2013, più 12 PZL-130 TC-I portati allo stesso standard tra il 2017 e il 2022.

## Velivoli comparabili
Cile
- Enaer T-35 Pillán

 Jugoslavia
- Utva Lasta

 Svizzera
- Pilatus PC-7
- Pilatus PC-9